# The Gits
The Gits — панк-роковий гурт із Сієтла, що існував з 1986 по 1993. Характерною особливістю був «вуличний» вокал Мії Заппати (англ. Mia Zapata). Гурт розпався після того, як у липні 1993 Мію зґвалтували та вбили вночі, коли вона верталася додому. Цей злочин лишався нерозкритим аж до 2004 року.

## Склад
- Мія Запата (Mia Zapata) — вокал
- Джо Сплін (Joe Spleen) — гітара
- Мет Дрезднер (Matt Dresdner) — бас
- Стів Моріарті (Steve Moriarty) — ударні

## Історія

### The Gits
The Gits уперше зібралися у 1986 році, в Antioch College, Огайо, США. Гурт назвався Snivelling Little Rat Faced Gits, але потім скоротили назву до «The Gits».
У 1988 записали та самостійно видали свій неофіційний дебютний альбом (цей запис не набув поширення до 1996 року, коли альбом перевидала студія Broken Rekids label як «Kings & Queens»). Після закінчення школи гурт у пошуках нових можливостей переїхав до Сієтлу.
У Сієтлі гурт відкрив крамницю, де музиканти жили та проводили репетиції. Вони швидко влилися в місцевий музичний рух та знайшли багатьох друзів і прихильників, головним чином серед панк-рокерів. Перший їхній «офіційний» реліз вийшов у 1990 році як окремок «Precious Blood», виданий місцевою звукозаписною компанією Big Flaming Ego Records.
У 1992 році гурт записав і видав дебютний альбом «Frenching the Bully» в місцевій компанії C/Z Records. Саме тоді Сієтл став популярним в музичному плані. Гурти з Сієтла почали отримувати національне визнання. The Gits теж отримали частку слави, про них дізналися не лише в Америці, але і в Європі, попри те, що у них не було постійної компанії запису.
Праця, що почалася всередині 1993 року називалася «Enter: The Conquering Chicken», це мав бути другий альбом. Проте у ніч на 7 липня 1993, вокалістка, автор текстів їх пісень Мія Запата була зґвалтована і вбита, коли поверталася додому від своїх друзів.

### Розслідування вбивства
Минуло сім років, поки не з'явилися нові зачіпки в розслідуванні. Випадкова перевірка ДНК, проведена поліцією Сієтла привела до арешту рибалки Хесуса Мезкію (ісп. Jesus Mezquia), який деякий час жив у Сієтлі в період, коли була вбита Запата. Його ДНК збіглася зі зразками, які витягли зі слини, знайденої на тілі Запати. ДНК Мезкії був занесений в базу даних ДНК після його арешту за крадіжку з поломом у Флориді у 2002 році.
25 березня 2004 суд визнав Мезкію винним у вбивстві Мії Запати, і засудив його до 36 років ув'язнення, найбільшого дозволеному в штаті Вашингтон терміну тюремного ув'язнення.

### Споріднені проєкти
Після смерті Мії Запати й посмертного видання «Enter: The Conquering Chicken» колишні учасники Gits організували кілька своїх проєктів. Першим був Dancing French Liberals of '48, який зібрав колишніх членів The Gits, а також гітариста Джуліана Гібсона (Julian Gibson). Їхня музика нагадувала Gits, але мала нахил до важчого панку. Випустили один мініальбом Scream Clown Scream і повноцінний альбом Powerline на студії Broken Rekids, розпались укінці 90-х.
Паралельно з Dancing French Liberals of '48, Сплін, Дрезднер і Моріарті грали в Evil Stig, проєкті, закладеному рок-легендою Джоаном Джетом (Joan Jett). Після смерті Запати Джет і фронтвумен Bikini Kill/Le Tigre Кетлін Анна (Kathleen Hanna) спільно написали пісню «Go Home» в пам'ять про Мію. Джет включив у кінці відеокліпу пісні повідомлення, у якому просив повідомити будь-які відомості стосовно вбивства Запати. Після перегляду кліпу члени гурту запросили Джета приєднатися до Evil Stig. Гурт почав гастролювати в 1995, грав пісні Gits і Джета. Кошти, зібрані в турне, відправлено на розслідування вбивства Запати. Однойменний альбом вийшов того ж року, гонорар також пожертвували на розслідування.
В 1994 році вийшов альбом ¡Viva Zapata! сіетлського панк-гурту 7 Year Bitch, присвячений пам'яті Запати.

### Фільм
Історію The Gits показано в документальному фільмі, названому просто The Gits. Фільм уперше показали у 2005 році на Інтернаціональному Кінофестивалі в Сієтлі й отримав хороші відгуки. Остаточну версію фільму прийняли й показали у 2007 році на фестивалі SXSW в Остіні, штат Техас.

## Дискографія

### Альбоми
- Frenching the Bully (C/Z Records), (1992)
- Enter: The Conquering Chicken (C/Z Records), (1994)
- Kings & Queens (Broken Rekids), (1996)
- Seafish Louisville (Broken Rekids), (2000)
- Frenching The Bully (перезапис) (Broken Rekids), (2003)
- Enter: The Conquering Chicken (перезапис) (Broken Rekids), (2003)

### Сингли та мініальбоми
- Precious Blood b/w «Seaweed» and «Kings & Queens» (Big Flaming Ego Records), (1990)
- Second Skin b/w «Social Love» (Broken Rekids), (1991)
- Spear And Magic Helmet b/w «While You're Twisting, I'm Still Breathing» (Empty Records), (1991)

### Збірки та саундтреки
- «Here's to Your Fuck» and «Ain't Got No Right» on Bobbing For Pavement: The Rathouse Compilation (Rathouse/Broken Rekids), (1991)
- «Drinking Song» on Power Flush: San Francisco, Seattle & You (Broken Rekids), (1993)
- «Guilt Within Your Head» and «Social Love (Live)» on Home Alive: The Art Of Self-Defense (Epic Records), (1996)
- «Second Skin (Live)» on Hype! The Motion Picture Soundtrack, (Sub Pop Records), (1996)
- «Another Shot of Whiskey» on Wild and Wooly: The Northwest Rock Collection (Experience Music Project/Sub Pop Records), (2000)
- «Whirlwind» on Girls Kick Ass (Vitaminepillen), (2001)
- «Absynthe» on Whatever: The 90's Pop & Culture Box (Rhino/WEA), (2005)
- «Another Shot of Whiskey» on Sleepless In Seattle: The Birth of Grunge (LiveWire Recordings, 2006)